# Szatmárudvari község
Szatmárudvari község (románul: Comuna Odoreu) község Szatmár megyében, Romániában. Központja Szatmárudvari, beosztott falvai Berend, Etény, Gombáserdő, Kak, Kakszentmárton.

## Népessége
A 2011-es népszámlálás adatai alapján a község népessége 4946 fő volt.